# Constantino Méndez
Constantino Méndez Martínez (ur. 25 października 1950 w Pontecesures, zm. 13 sierpnia 2023) – hiszpański polityk, prawnik i urzędnik państwowy, działacz Hiszpańskiej Socjalistycznej Partii Robotniczej (PSOE), poseł do Kongresu Deputowanych, w latach 1994–1996 i 2008–2011 sekretarz stanu.

## Życiorys
Ukończył studia prawnicze na Universidad de Santiago de Compostela. W pierwszej połowie lat 70. dołączył do Cuerpo Técnico del Instituto Social de la Marina Mercante, korpusu urzędników państwowych w strukturze marynarki handlowej. Obejmował różne stanowiska w organach administracji na poziomie lokalnym i prowincji. W latach 1983–1987 był dyrektorem Instituto Social de la Marina, państwowego instytutu zabezpieczenia społecznego pracowników marynarki handlowej. Następnie do 1993 pełnił funkcję dyrektora Instituto Nacional de la Seguridad Social, krajowego instytutu zabezpieczenia społecznego.
W latach 1993–1996 z ramienia Hiszpańskiej Socjalistycznej Partii Robotniczej sprawował mandat posła do Kongresu Deputowanych, reprezentując prowincję Pontevedra. W 1994 otrzymał nominację na sekretarza stanu do spraw administracji publicznej, stanowisko to zajmował do 1996.
Po odejściu z rządu był m.in. dyrektorem generalnym instytucji Fundosa Social Consulting i konsultantem CERMI, hiszpańskiej organizacji zajmującej się sprawami osób niepełnosprawnych. W 2004 powrócił do administracji publicznej, obejmując stanowisko rządowego przedstawiciela we wspólnocie autonomicznej Madrytu. Urząd ten sprawował do 2006. W 2007 dołączył do kierownictwa madryckiego oddziału PSOE. W 2008 otrzymał nominację na sekretarza stanu w resorcie obrony, stając się zastępcą minister Carme Chacón. Zakończył urzędowanie w 2011.